# Richard Reinhardt (Übersetzer)
Richard Julius Reinhardt (* 26. Dezember 1820 in Neuwied; † 23. Januar 1898 in Paris) war ein deutscher Übersetzer und Sprachlehrer.

## Leben
Richardt Reinhardt war das zweite von acht Kindern des Kaufmanns Jacob Reinhardt und dessen Ehefrau Eleonore, geb. Keuchen. Über seine Ausbildung ist bisher nichts bekannt. Vielleicht hatte er eine juristische Ausbildung erhalten, denn 1848 empfahl Georg Weerth dem Schuldner Karl Marx in Paris Reinhardt als Treuhänder. Kurz darauf übersetzte Reinhardt den in der Neuen Rheinischen Zeitung veröffentlichten Fortsetzungsroman Weerths „Leben und Thaten des berühmten Ritters Schnapphahnski“ ins Französische. Im Dezember 1849 wendete sich Reinhardt auf Anregung von Weerth brieflich an Heinrich Heine und wurde daraufhin für die folgenden vier Jahre dessen Privatsekretär, Vorleser, Schreiber und Übersetzer. Zusammen bereiteten sie die ersten Bände von Heines „Oeuvres complètes“ vor und begannen die „Memoiren“ zu ordnen. Mit dem Abschluss der Übersetzung von Heines „Lutetia“ im Mai 1855 endete die Zusammenarbeit der beiden. Gelegentlich versorgte er den inzwischen in London lebenden Karl Marx mit gesellschaftlichen und politischen Neuigkeiten aus Paris. Politisch stand Reinhardt im Umkreis des Bundes der Kommunisten, ohne jedoch Bundesmitglied gewesen zu sein, und kann vorher vielleicht dessen Vorgänger, dem Bund der Gerechten, zugerechnet werden. Marx widmete ihm am 29. November 1860 sein Buch Herr Vogt.
Nach seiner Trennung von Heine arbeitete Reinhardt als Französischlehrer und gelegentlich als Übersetzer. Er gab an, mit David Friedrich Strauß bezüglich einer Übersetzung von dessen Buch Das Leben Jesu (1835–1836) zu korrespondieren. Von 1857 bis 1860 bemühte er sich um die Übertragung von Werken Klaus Groths ins Französische. Unterstützung bekam er dabei von dem ebenfalls in Paris lebenden Hamburger Juristen und Groth-Brieffreund Henry B. Sloman. Einige seiner Übersetzungen erschienen später in der „Revue germanique“ (Nr. 4, 1858).
Ab 1861 versuchte sich Reinhardt als Kaufmann im Importgeschäft. Am 1. Dezember 1863 kam seine Tochter Juliette zur Welt. Am 19. September 1867 heiratete er die Mutter, eine zwanzig Jahre jüngere Französin namens Marie Josèphe Maréchal, genannt Renée (geb. 17. April 1840).